# Борел, Даниел
Даниел Борел (англ. Daniel Borel) — неисполнительный член совета директоров компании Logitech. Являясь одним из трёх основателей компании Logitech, Даниел Борел с 1988 по 2007 год работал в качестве председателя совета директоров компании. В 1981 году Борел стал соучредителем компании Logitech, а с 1992 по 1998 год занимал пост генерального директора.
В течение первых десяти лет компании Logitech Борел внёс большой вклад в разработку и производство манипуляторов типа «мышь», так как мыши компании Logitech превратились из дорогих, мелкосерийных специализированных изделий в недорогие устройства, которые используются практически с каждым компьютером, продаются OEM-производителям и предприятиям розничной торговли по всему миру. Он также создал концепцию Logitech по сбыту и маркетинговой деятельности в Европе. Кроме того, Борел был ответственным за организацию массового производства продукции компании в Азии. В 1988 году Борел вывел компанию Logitech на швейцарскую фондовую биржу SWX посредством первичного размещения акций компании. В 1997 году он добился первичного размещения акций компании на фондовой бирже Nasdaq в США.
Борел входит в совет директоров компании Nestlé S.A. и в правление фонда Defitech для людей с ограниченными возможностями и является председателем правления фонда SwissUp, призванного обеспечить дальнейшее совершенствование образования в Швейцарии.
Борел имеет степень École Polytechnique Fédérale de Lausanne (Швейцария) по физике и степень магистра Стэнфордского университета (штат Калифорния) в области компьютерных технологий.